# Coroa checoslovaca
A coroa checoslovaca (no Brasil também se usa o termo coroa tchecoslovaca; em tcheco e em eslovaco: koruna československá) foi a moeda oficial da antiga Checoslováquia, entre 1919 até 1993. Quando a Eslováquia e a República Checa declararam independência a moeda também foi usada nessas duas repúblicas, sendo substituídas pela Coroa checa e Coroa eslovaca formando um par. A coroa era substituída em 100 haléřů (em eslovaco halier e checo haléř)